# Malthonica sicana
Malthonica sicana är en spindelart som beskrevs av Brignoli 1976. Malthonica sicana ingår i släktet Malthonica och familjen trattspindlar. Inga underarter finns listade i Catalogue of Life.